# 格列茲利亞 (納羅季奇區)
51°19′47″N 29°16′26″E / 51.32972°N 29.27389°E
赫雷茲利亞（烏克蘭語：Грезля），是烏克蘭北部的村落，隸屬日托米爾州的科羅斯滕區。該村處於格雷茲利亞河畔，面積0.26平方公里，2001年人口60。